# Антилоп Хилс (Вајоминг)
Антилоп Хилс (енгл. Antelope Hills) насељено је место без административног статуса у америчкој савезној држави Вајоминг.

## Демографија
По попису из 2010. године број становника је 97, што је 9 (10,2%) становника више него 2000. године.
| Група             | 2000.      | 2010.      |
| Белци             | 84 (95,5%) | 86 (88,7%) |
| Афроамериканци    | 1 (1,1%)   | 0 (0,0%)   |
| Азијати           | 0 (0,0%)   | 0 (0,0%)   |
| Хиспаноамериканци | 0 (0,0%)   | 3 (3,1%)   |
| Укупно            | 88         | 97         |